# Bryce Hoppel
Bryce Hoppel (Midland, 5 settembre 1997) è un mezzofondista statunitense.

## Palmarès
| Anno | Manifestazione      | Sede     | Evento      | Risultato  | Prestazione | Note                                    |
| ---- | ------------------- | -------- | ----------- | ---------- | ----------- | --------------------------------------- |
| 2019 | Giochi panamericani | Lima     | 800 m piani | 4º         | 1'47"48     |                                         |
| 2019 | Mondiali            | Doha     | 800 m piani | 4º         | 1'44"25     | Miglior prestazione personale           |
| 2021 | Giochi olimpici     | Tokyo    | 800 m piani | Semifinale | 1'44"91     |                                         |
| 2022 | Mondiali indoor     | Belgrado | 800 m piani | Bronzo     | 1'46"51     |                                         |
| 2022 | Mondiali            | Eugene   | 800 m piani | Batteria   | 1'46"98     |                                         |
| 2023 | Mondiali            | Budapest | 800 m piani | 7º         | 1'46"02     | Miglior prestazione personale           |
| 2024 | Mondiali indoor     | Glasgow  | 800 m piani | Oro        | 1'44"92     | Miglior prestazione mondiale stagionale |
| 2024 | Giochi olimpici     | Parigi   | 800 m piani | 4º         | 1'41"67     | Record nazionale                        |

## Campionati nazionali
2019
- Bronzo ai campionati statunitensi, 800 m piani - 1'46"31

2020
- Oro ai campionati statunitensi indoor, 800 m piani - 1'46"67

2022
- Oro ai campionati statunitensi, 800 m piani - 1'44"60

2023
- Oro ai campionati statunitensi, 800 m piani - 1'46"20

2024
- Oro ai campionati statunitensi, 800 m piani - 1'42"77

## Altre competizioni internazionali
2021
- 8º al Prefontaine Classic ( Eugene), 800 m piani - 1'47"22

2023
- 6º all'Herculis ( Monaco), 800 m piani - 1'43"95
- 6º al Memorial Van Damme ( Bruxelles), 800 m piani - 1'44"37
- 6º al Prefontaine Classic ( Eugene), 800 m piani - 1'44"63

2024
- 4º all'Athletissima ( Losanna), 800 m piani - 1'42"63
- Argento al Bauhaus-Galan ( Stoccolma), 800 m piani - 1'44"29

2025
- Argento al Doha Diamond League ( Doha), 800 m piani - 1'43"26
- Bronzo al Meeting de Paris ( Parigi), 800 m piani - 1'43"11